# Liste der französischen Präsidentschaftswahlen (4. Republik)
Während der Vierten Französischen Republik fanden zwei Präsidentschaftswahlen statt. Der Verfassung vom 27. Oktober 1946 entsprechend wurde der Präsident von den beiden Kammern des Parlaments mit der absoluten Mehrheit der Stimmen gewählt.
| Jahr | Wahlgänge | Sieger                        | Gegenkandidaten |
| ---- | --------- | ----------------------------- | --- |
| 1947 | 1         | Vincent Auriol (SFIO) 51,19 % | Auguste Champetier de Ribes (MRP) 27,41 % Jules Gasser (PRS) 13,82 % Michel Clemenceau (Parti républicain de la liberté PRL) 6,80 % 7 weitere Kandidaten 0,79 % |
| 1953 | 13        | René Coty (CNIP) 54,76 %      | Die Spitzenreiter der 13 Wahlgänge waren: 1. Marcel-Edmond Naegelen (SFIO) 17,24 % 2. Marcel-Edmond Naegelen (SFIO) 32,57 % 3. Joseph Laniel (CNIP) 38,83 % 4. Joseph Laniel (CNIP) 44,44 % 5. Joseph Laniel (CNIP) 40,61 % 6. Joseph Laniel (CNIP) 43,87 % 7. Joseph Laniel (CNIP) 44,47 % 8. Joseph Laniel (CNIP) 47,30 % 9. Joseph Laniel (CNIP) 45,43 % 10. Joseph Laniel (CNIP) 45,21 % 11. Marcel-Edmond Naegelen (SFIO) 42,27 % 12. René Coty (CNIP) 48,87 % 13. René Coty (CNIP) 54,76 % Weitere Kandidaten mit relevanten Stimmanteilen waren: Georges Bidault (MRP), Yvan Delbos (RAD), Paul-Jacques Kalb (RPF), Marcel Cachin (PCF), Jean Médecin (Radical indépendant RI), Louis Jacquinot (CNIP) Eine relevante Anzahl von Stimmen ohne Kandidatur erhielten: Jacques Fourcade (CNIP), André Cornu (RAD), Antoine Pinay (CNIP), Pierre Montel (CNIP) |